# Josiah Wedgwood, 1:e baron Wedgwood

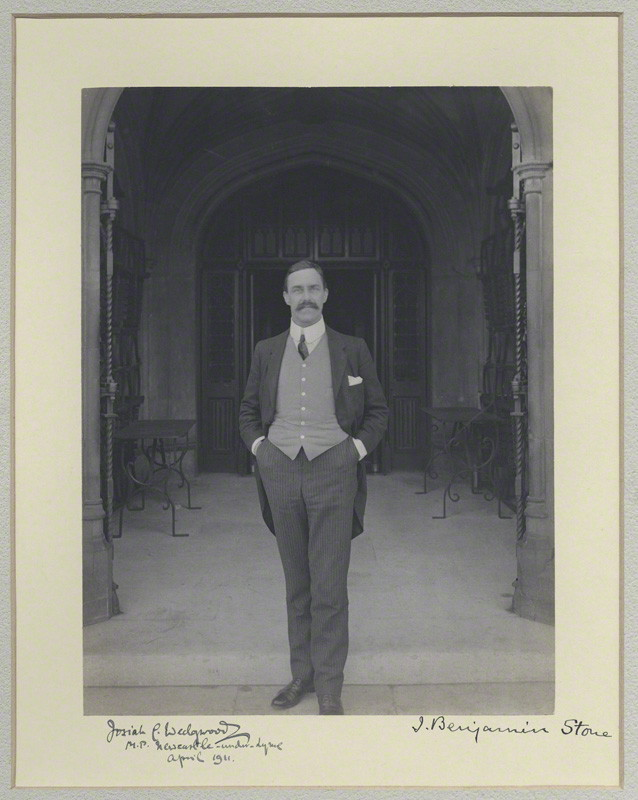
Josiah Wedgwood, 1:e baron Wedgwood.

Josiah Clement Wedgwood, 1:e baron Wedgwood (Josiah Wedgwood IV), född den 16 mars 1872 i Barlaston, död den 26 juli 1943 i London, var en engelsk politiker, ättling till keramikern Josiah Wedgwood.

## Biografi
Wedgwood genomgick sjökrigsskolan, var anställd som skeppsbyggare 1895–1900, deltog i boerkriget som artillerikapten 1900–1901 samt var därefter förvaltningschef i Ermelo, Transvaal, 1902–1904. Wedgwood deltog åren 1914–1916 i första världskriget, bland annat vid Dardanellerna och i Östafrika, var 1916 ledamot av kommissionen om fälttåget i Mesopotamien och sändes 1918, med överstes rang, i särskilt uppdrag till Sibirien. Han blev 1906 medlem av underhuset och tillhörde från 1919 arbetarpartiet. Januari–november 1924 var han kansler för hertigdömet Lancaster i ministären Macdonald. Han satt kvar i underhuset till 1942, då han upphöjdes till peer som baron Wedgwood. Förutom lokalhistoriska arbeten och småskrifter i jordbeskattningsfrågan skrev Wedgwood Essays and Adventures of a Labour M.P. (1924).